# ガストリノーマ
ガストリノーマ(英: gastrinoma)とはガストリンを分泌する腫瘍。
ガストリノーマはゾリンジャー・エリソン症候群(en)の原因となることがある。
ガストリノーマは主に膵臓や十二指腸で認められる。

## 特徴
ガストリノーマは約15-35％がMEN-1症候群と関連する。膵内分泌腫瘍の一種であり、Gastrinoma triangleと呼ばれる領域（胆嚢管合流部、膵頭体部移行部、十二指腸下行脚と水平脚の移行部）に好発する。難治性胃十二指腸潰瘍を主症状とするZollinger-Ellison症候群を呈す。ガストリノーマの約60-90％は悪性腫瘍であり、リンパ節転移を来すことが多い。

## 診断
- 造影CT

豊富な毛細血管網を持つため、造影CTでは正常膵実質と比べて強い造影効果がみられる。
- MRI

MRIでは、腫瘍は正常膵臓実質に比べ、T1強調像で低信号、T2強調像で高信号を示す。
- ソマトスタチン受容体シンチグラフィ(SRS)

ガストリノーマなどの神経内分泌腫瘍は、高確率でソマトスタチン受容体を発現する。ソマトスタチン類似体のオクトレオチドにキレートであるDTPAを介して111インジウムを標識した111In-ペンテトレオチドが開発された。SRSは、1994年に米国で承認されて以来、多くの国で保険承認されており、日本では2015年にOctreoScan®が保険承認され、日本においても膵内分泌腫瘍の局在診断・転移巣診断においてSRSを施行可能となった。ただし、腫瘍が低分化型である場合には、SRSの集積は低くなり得るために注意が必要である。
- FDG-PET

腫瘍の悪性度/低分化を反映してFDG-PETの集積は強くなる傾向にあることが知られている。
- SASI test

微小なガストリノーマでは画像検査で局在診断が困難な場合があり、その場合には選択的動脈内刺激薬注入法（SASI test）が有用である。

## 治療
治療には外科手術やプロトンポンプ阻害薬が選択される。